# Локвичићи
Локвичићи (до 1991. године Локвичић) су насељено место и седиште општине у Сплитско-далматинској жупанији, Република Хрватска.

## Историја
До територијалне реорганизације у Хрватској налазили су се у саставу бивше велике општине Имотски.

## Становништво
На попису становништва 2011. године, општина Локвичићи је имала 807 становника, од чега у самим Локвичићима 440.

### Општина Локвичићи
| Број становника по пописима | Број становника по пописима | Број становника по пописима | Број становника по пописима | Број становника по пописима | Број становника по пописима | Број становника по пописима | Број становника по пописима | Број становника по пописима | Број становника по пописима | Број становника по пописима | Број становника по пописима | Број становника по пописима | Број становника по пописима | Број становника по пописима | Број становника по пописима |
| --------------------------- | --------------------------- | --------------------------- | --------------------------- | --------------------------- | --------------------------- | --------------------------- | --------------------------- | --------------------------- | --------------------------- | --------------------------- | --------------------------- | --------------------------- | --------------------------- | --------------------------- | --------------------------- |
| 1857                        | 1869                        | 1880                        | 1890                        | 1900                        | 1910                        | 1921                        | 1931                        | 1948                        | 1953                        | 1961                        | 1971                        | 1981                        | 1991                        | 2001                        | 2011                        |
| 1.003                       | 1.202                       | 1.281                       | 1.406                       | 1.599                       | 1.971                       | 1.749                       | 2.035                       | 2.118                       | 2.238                       | 2.299                       | 2.257                       | 1.815                       | 1.410                       | 1.037                       | 807                         |

Напомена: Настала из старе општине Имотски. У 1857. и 1869. део података садржан је у општини Подбабље.

### Локвичићи (насељено место)
| Број становника по пописима | Број становника по пописима | Број становника по пописима | Број становника по пописима | Број становника по пописима | Број становника по пописима | Број становника по пописима | Број становника по пописима | Број становника по пописима | Број становника по пописима | Број становника по пописима | Број становника по пописима | Број становника по пописима | Број становника по пописима | Број становника по пописима | Број становника по пописима |
| --------------------------- | --------------------------- | --------------------------- | --------------------------- | --------------------------- | --------------------------- | --------------------------- | --------------------------- | --------------------------- | --------------------------- | --------------------------- | --------------------------- | --------------------------- | --------------------------- | --------------------------- | --------------------------- |
| 1857                        | 1869                        | 1880                        | 1890                        | 1900                        | 1910                        | 1921                        | 1931                        | 1948                        | 1953                        | 1961                        | 1971                        | 1981                        | 1991                        | 2001                        | 2011                        |
| 1.003                       | 1.202                       | 1.115                       | 1.208                       | 1.384                       | 1.802                       | 1.749                       | 1.098                       | 1.909                       | 2.238                       | 2.299                       | 1.170                       | 986                         | 773                         | 582                         | 440                         |

Напомена: До 1991. исказивано под именом Локвичић. У 1857., 1869., 1921., 1953. и 1961. садржи податке за насеље Долића Драга, а у 1857. и 1869. део података садржан је у насељу Пољица (општина Подбабље).

### Попис1991.
На попису становништва 1991. године, насељено место Локвичић је имало 773 становника, следећег националног састава:
| Попис 1991.‍  | Попис 1991.‍  | Попис 1991.‍ | Попис 1991.‍ | Попис 1991.‍ |
| ------------ | ------------ | ----------- | ----------- | ----------- |
|              |              |             |             |             |
| Хрвати       | Хрвати       |             | 757         | 97,93%      |
| Словенци     | Словенци     |             | 2           | 0,25%       |
| неопредељени | неопредељени |             | 1           | 0,12%       |
| непознато    | непознато    |             | 13          | 1,68%       |
| укупно: 773  |              |             |             |             |